# Batterie royale (Québec)
La Batterie royale est une batterie érigée en 1691 sur la rive nord du fleuve Saint-Laurent, près de la place Royale, à Québec. Sa construction s'inscrit dans un vaste chantier de fortification de la ville commandé immédiatement après la levée du siège de 1690.

## Histoire

### Construction initiale
Une première batterie de canons est disposée peu après 1660 près de la future batterie royale. Cependant, elle est jugée trop entourée par des bâtiments et éloignée de l'eau. Après le siège mené par les Britanniques en 1690, le gouverneur Louis de Buade de Frontenac commande la construction d'un bastion qui serait situé à la pointe aux Roches, alors une extrémité de la basse-ville face au fleuve Saint-Laurent. L'entrepreneur Claude Baillif est engagé pour mener ces travaux. L'ingénieur Robert de Villeneuve, à son retour à Québec, juge que « c'est un ouvrage qui a coûté plus de 12 000 livres, et qui ne vaut rien ». Cette plate-forme est entourée de 4 murs de pierre de Beauport composés de 14 embrasures et posés sur le roc. En 1695, l'ingénieur Jacques Levasseur de Néré commande déjà des réparations. En 1700, ce dernier mentionne que la batterie est menacée de ruine. Les réparations sont faites en 1702. D'autres travaux sont réalisés en 1730.

### Tombée dans l'oubli puis restaurée

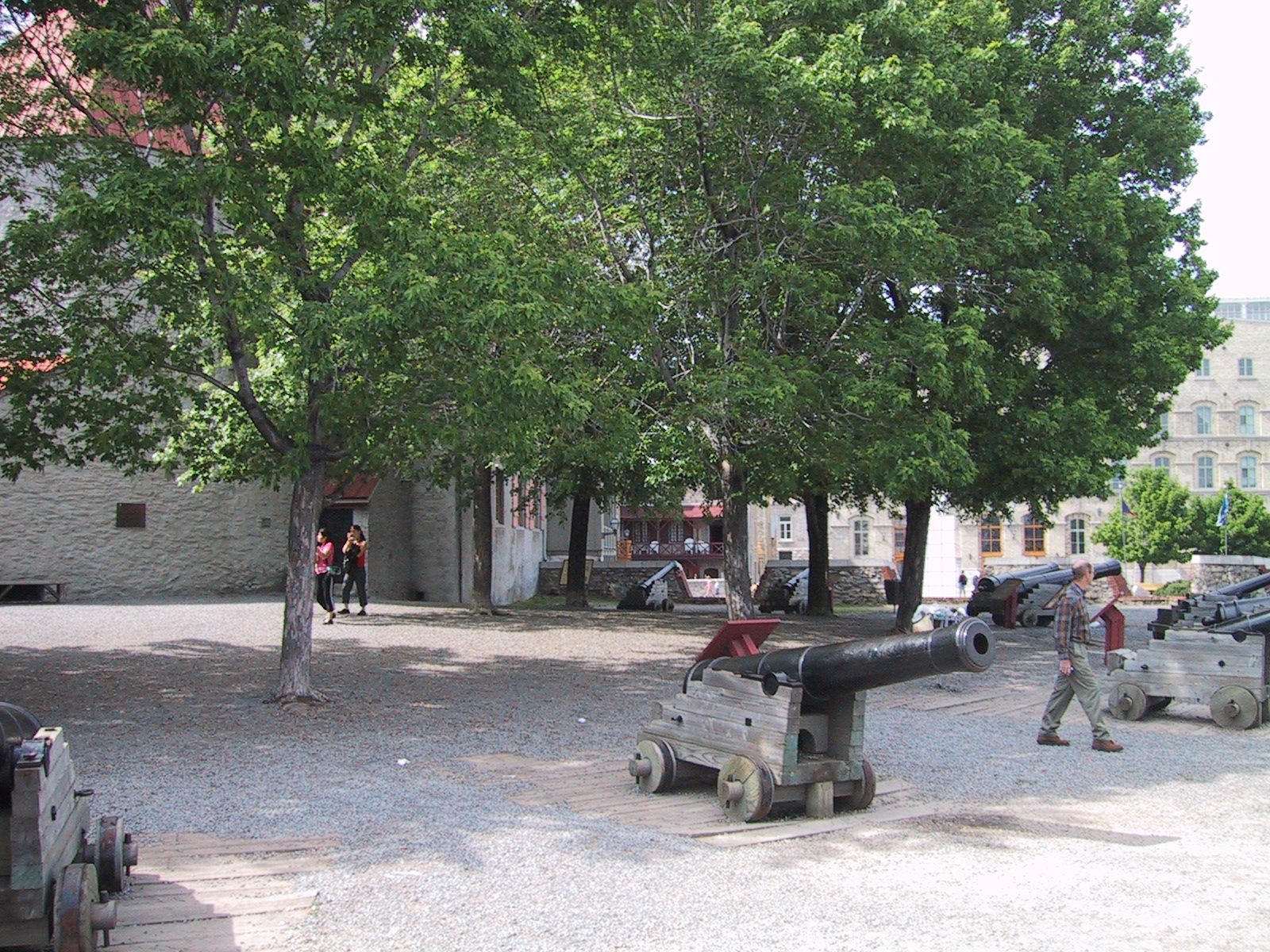
Vue intérieure de la batterie en 2004.

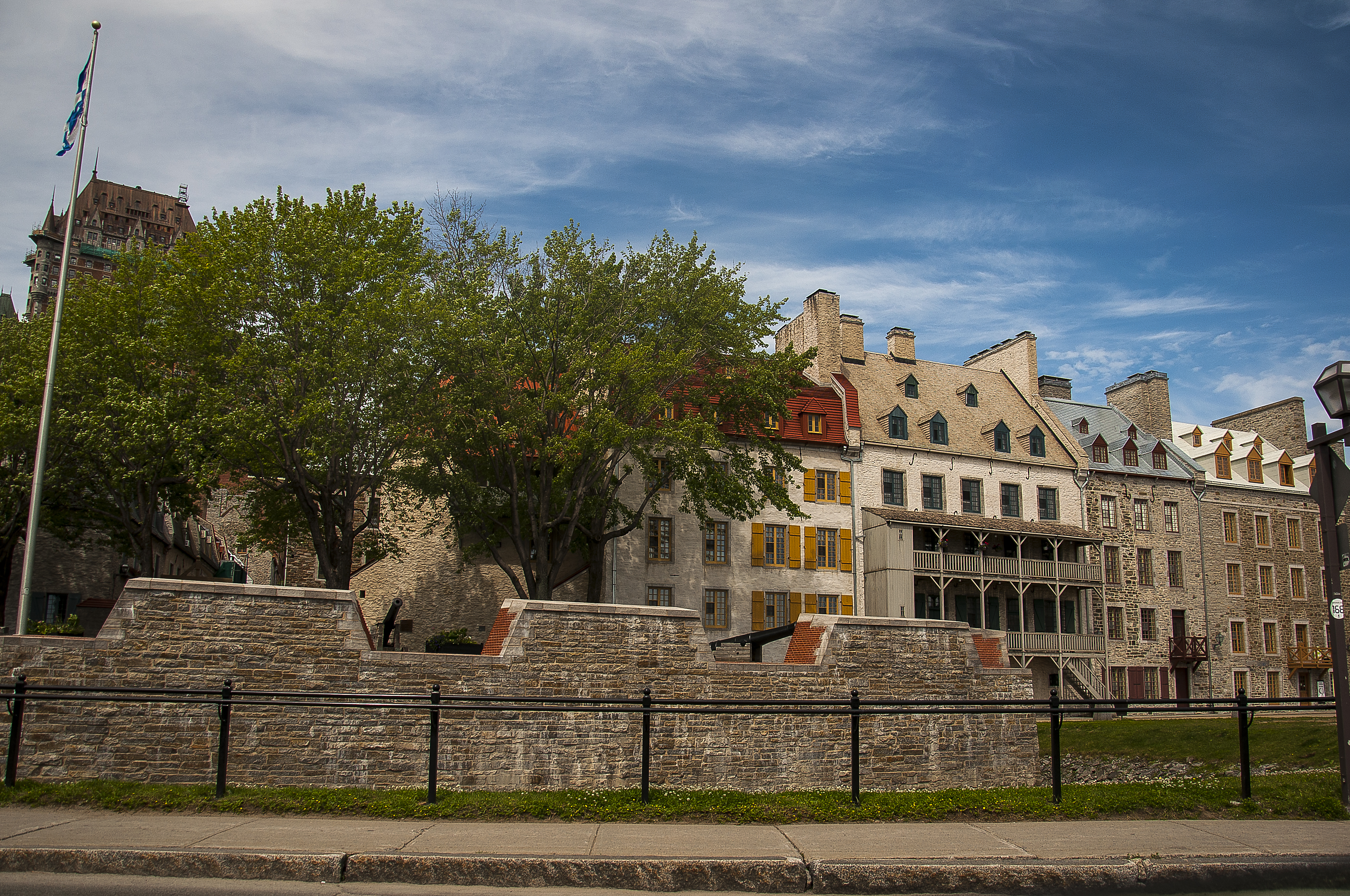
La Batterie royale, vue en 2012 depuis la rue Dalhousie.

Lors du siège de 1759, la Batterie royale subit son premier et dernier assaut. Avec la victoire britannique, ce bastion est acheté par William Grant qui y fait construire des bâtiments. En 1785, un quai est bâti sur une partie du bastion et la grève au sud. En 1791, le terrain est allongé vers l'est de la même manière. La batterie royale est complètement ensevelie entre 1836 et 1840 avec la construction du marché Finlay.
Le 12 août 1967, la Loi concernant la Place Royale à Québec est sanctionnée et permet la mise en place d'un vaste projet de restauration historique de la basse-ville du Vieux-Québec. Les travaux de démolition des bâtiments situés sur les vestiges de la Batterie débutent en 1973. Les travaux de restauration débutent en mai 1976. Le déplacement de la rue Dalhousie a permis de créer un espace autour de la batterie afin de mieux s'imaginer sa position de jadis, quand le fleuve arrivait au pied de ses murs.
De nos jours, les Fêtes de la Nouvelle-France font revivre l'histoire de ce lieu chaque année.